# Raúl Ormeño
Raúl Elias Ormeño Pacheco (født 21. juni 1958 i Temuco, Chile) er en tidligere chilensk fodboldspiller (midtbane).
Ormeño tilbragte hele sin aktive karriere, fra 1976 til 1991, hos Santiago-storklubben Colo-Colo. Her var han med til at vinde hele syv chilenske mesterskaber og seks pokaltitler.
Ormeño spillede desuden 11 kampe og scorede ét mål for det chilenske landshold. Han var en del af chilenernes trup til VM i 1982 i Spanien. Han kom dog ikke på banen i turneringen, hvor holdet blev slået ud efter det indledende gruppespil.

## Titler
Primera División de Chile
- 1979, 1981, 1983, 1986, 1989, 1990 og 1991 med Colo-Colo

Copa Chile
- 1981, 1982, 1985, 1988, 1989 og 1990 med Colo-Colo